# Apamea ona
Apamea ona är en fjärilsart som beskrevs av Smith 1909. Apamea ona ingår i släktet Apamea och familjen nattflyn. Inga underarter finns listade i Catalogue of Life.